# Veersteiger Leonsberg
De Veersteiger Leonsberg is een aanlegsteiger in Leonsberg in het uiterste noorden van Paramaribo, Suriname. Verschillende particuliere booteigenaren bieden op aanvraag de mogelijkheid om als voetganger of fietser de Surinamerivier over te steken.

## Geschiedenis
De veersteiger is in 1913 aangelegd met als doel een dagelijkse veerverbinding te starten tussen de plantages Leonsberg en Voorburg. De eerste veerboot die voer tussen deze plantages was de motorboot Veerpont No.1. Deze dagelijkse veerverbinding werd onderhouden tot in 1952 toen de dienst Leonsberg-Voorburg door de Scheepvaart Maatschappij Suriname (SMS) werd opgeheven wegens de hevige concurrentie door particuliere veerbootjes. Sindsdien wordt in de overtocht van voetgangers en fietsers voorzien door particuliere booteigenaren.